# Sabaya (gemeente)
Sabaya is een gemeente (municipio) in de Boliviaanse provincie Atahuallpa in het departement Oruro. De gemeente telt naar schatting 8.417 inwoners (2018). De hoofdplaats is Sabaya.